# Morcillo (kommun)
Morcillo är en kommun i Spanien.   Den ligger i provinsen Provincia de Cáceres och regionen Extremadura, i den centrala delen av landet, 230 km väster om huvudstaden Madrid. Antalet invånare är 415. Arean är 16,0 kvadratkilometer.
Terrängen i Morcillo är huvudsakligen platt.